# 相對論空間
相對論空間（英語：Relativity Space），也译相对航天公司，是一家美國航空航太製造公司，總部位於加利福尼亞州洛杉磯。它由蒂姆·埃利斯和喬丹·諾恩於2015年創立。相對論航太公司正在開發製造技術、運載火箭和火箭發動機，用於商業軌道發射服務。

## 历史
- 2016年7月，A轮融资，Relativity Space获得 Social Capital 领投，Y Combinator、Mark Cuban（个人）、Arjun Sethi（个人）、Hiten Shah（个人）等跟投的1010万美元投资。[6]。
- 2018年3月，B轮融资，Relativity Space获得 Playground Global 领投，Y Combinator、Social Capital、Mark Cuban（个人）、Louis Beryl（个人）、Playground Global等跟投的3500万美元投资。
- 2019年10月，C轮融资，Relativity Space获得 Bond, Tribe Capital 领投，Y Combinator、Social Capital、Wavemaker Partners、Mark Cuban（个人）、Allen & Company等跟投的1.4亿美元投资。[6]
- 2020年11月，D轮融资，Relativity Space获得 Tiger Global Management 领投，General Catalyst、ICONIQ Capital、Mark Cuban（个人）、Allen & Company等跟投的5.0亿美元投资。[6]
- 2021年6月，E轮融资，Relativity Space获得 Fidelity Management and Research Company 领投，Tiger Global Management、Coatue、Mark Cuban（个人）、BlackRock等跟投的6.5亿美元投资。[6]